# ISO/TC 37
L'ISO/TC 37 est un comité technique de l'Organisation internationale de normalisation (ISO). Créé en 1936 sous le nom de ISA 37, il a dû cesser ses activés pendant la Seconde Guerre mondiale. Il a recommencé à fonctionner en 1951 sous le nom d'ISO/TC 37. Le nom complet est aujourd'hui "ISO/TC 37 Terminologie et autres ressources langagières et ressources de contenu".